# Beoosten de 's-Gravenmoersche vaart
Beoosten de 's-Gravenmoersche vaart is een polder en voormalig waterschap in de Nederlandse provincie Noord-Brabant. Het waterschap is in 1914 opgericht en besloeg een gebied ten oosten van de plaats 's Gravenmoer en ten zuiden van Waspik-Zuid. Het waterschap grensde aan de waterschappen Het eendennest, Klein Waspik, Oostpolder, Polder van 's Gravenmoer en De Beneden Donge.
Het waterschap Beoosten de 's-Gravenmoersche vaart waterde af op de 's-Gravenmoerse Vaart. Op 1 juli 1950 werd het waterschap opgeheven en ging het op in het waterschap De Beneden Donge. Het gebied wordt tegenwoordig beheerd door het waterschap Brabantse Delta.